# 三沢淳
三沢 淳（みさわ じゅん、1952年〈昭和27年〉10月1日 - 2022年〈令和4年〉3月3日）は、島根県浜田市出身のプロ野球選手（投手）・解説者、政治家、元衆議院議員（1期）。

## 経歴

### 中学・高校時代
浜田市立第一中学校で野球を始める。主に三塁手を務め、投手もこなしたが、中学当時は上手投げだった。野球部の1年後輩に梨田昌孝がいる。島根県立江津工業高等学校へ進学後、下手投げ投手に転向。同校では3年時の1970年に春夏連続で甲子園出場を果たす。江津工は春夏ともに初出場であった。春の選抜は2回戦（初戦）で北陽高に敗退。夏の選手権では初戦で鹿児島商工に完封勝ちし、県予選から59イニング連続無失点と記録を伸ばす。2回戦で東邦高の水谷啓昭に抑えられ敗退。

### ドラフト指名からプロ入りまで
同年のドラフト会議にて中日ドラゴンズから3位指名を受けるが、交渉権を保留したまま1971年に新日鉄広畑へ入社。同年の都市対抗では住友金属から補強された山中正竹を毎試合リリーフして勝ち上がり、決勝での丸善石油戦を制し優勝、小野賞を受賞。他のチームメートに佐々木恭介一塁手がいた。同年、第9回アジア野球選手権大会野球日本代表に選出され日本の準優勝に貢献した。次回のドラフト会議に向けて読売ジャイアンツが指名の動きを見せ、新日鉄のガードも堅い中、ドラフト会議を4日後に控えた1971年11月に中日へ入団。
三沢家が頑なだったのは「プロより先に声を掛けてくれたのが新日鉄だったから」というのが理由。1年遅れでの中日入りも、筋を通す形となった。

### 現役時代
アンダースローからのシュートを武器に、内野ゴロで打たせて取る投球を持ち味とした。入団2年目となる1973年には10勝8敗を記録し、初の規定投球回（リーグ9位、防御率2.56）に達した。1974年からは先発の一角として起用され11勝、1975年は自己最多の13勝と3年連続2桁勝利をあげる。1978年はチーム最多の55試合に登板。防御率3.40（リーグ7位）の好成績を記録するなど長年主力投手として活躍。しかしシュートを得意とするだけに与死球も多く、1974年・1976年にはリーグ最多与死球を記録。左打ちの打撃を得意とし、たびたび好打を見せた。1974年は11勝をあげて20年ぶりのリーグ優勝に貢献。ロッテとの日本シリーズでは2試合にリリーフとして登板した。
1979年6月8日の巨人戦（ナゴヤ）では、9回2死から柳田真宏に安打を打たれノーヒットノーランを逃すも、この時点では0-0であり、裏の攻撃で自軍が1点取りサヨナラ勝ちをおさめた。一方同年8月10日の対阪神14回戦（西京極）では、初回掛布雅之、ラインバック、スタントンに阪神球団史上5度目となる3者連続本塁打を浴びた。中日在籍中は松本幸行と親交が深かった。
1981年4月4日の巨人戦（後楽園）にて開幕投手を務め、プロ初打席の原辰徳をセカンドフライに討ち取る。
1982年4月22日の巨人戦（平和台）にて中畑清にプロ入り初のサヨナラ3ラン本塁打を浴びる。同年は8勝してリーグ優勝に貢献。
1984年オフ、金銭トレードにて日本ハムファイターズへ移籍。プロ入り初のリリーフ専任となったが好成績を挙げた。
1986年限りで現役を引退。

### 引退後
引退後は、日本テレビ・中京テレビ・東海ラジオ野球解説者、中日スポーツ野球評論家（1987年 - 1995年）に就任。ズームイン!!朝!の『プロ野球いれコミ情報』では中京テレビのドラゴンズ担当を長く務めた。1996年から政治家に転身して衆議院議員を1期務める（詳細後述）。
その後は地域の野球教室にて子どもたちへの指導を行うようになり、2013年に制定された学生野球資格回復制度によって同年度に資格を回復。アパレル加工会社『シェイク・ハンド企画のぞみ』に勤務しつつ、2017年7月末から春日井商業高校にて無給でコーチを務めた。
2022年3月3日、中皮腫により名古屋市内の病院で死去。69歳没。3月6日、中日球団より訃報が伝えられた。

## 詳細情報

### 年度別投手成績
| 年 度      | 球 団      | 登 板 | 先 発 | 完 投 | 完 封 | 無 四 球 | 勝 利 | 敗 戦 | セ 丨 ブ | ホ 丨 ル ド | 勝 率 | 打 者 | 投 球 回 | 被 安 打 | 被 本 塁 打 | 与 四 球 | 敬 遠 | 与 死 球 | 奪 三 振 | 暴 投 | ボ 丨 ク | 失 点 | 自 責 点 | 防 御 率 | W H I P |
| ---------- | ---------- | ----- | ----- | ----- | ----- | -------- | ----- | ----- | -------- | ----------- | ----- | ----- | -------- | -------- | ----------- | -------- | ----- | -------- | -------- | ----- | -------- | ----- | -------- | -------- | ------- |
| 1972       | 中日       | 33    | 7     | 0     | 0     | 0        | 3     | 5     | --       | --          | .375  | 306   | 75.2     | 58       | 13          | 19       | 1     | 6        | 44       | 0     | 0        | 36    | 31       | 3.67     | 1.02    |
| 1973       | 中日       | 45    | 9     | 4     | 1     | 0        | 10    | 8     | --       | --          | .556  | 531   | 137.0    | 103      | 13          | 34       | 3     | 6        | 87       | 0     | 1        | 45    | 39       | 2.56     | 1.00    |
| 1974       | 中日       | 45    | 27    | 7     | 3     | 1        | 11    | 9     | 0        | --          | .550  | 822   | 200.2    | 169      | 30          | 55       | 5     | 12       | 90       | 1     | 1        | 97    | 77       | 3.45     | 1.12    |
| 1975       | 中日       | 38    | 30    | 3     | 2     | 0        | 13    | 7     | 0        | --          | .650  | 748   | 185.0    | 163      | 18          | 44       | 5     | 9        | 89       | 0     | 1        | 74    | 66       | 3.21     | 1.12    |
| 1976       | 中日       | 43    | 33    | 1     | 1     | 0        | 9     | 12    | 1        | --          | .429  | 797   | 176.2    | 229      | 34          | 54       | 10    | 12       | 74       | 2     | 2        | 110   | 105      | 5.34     | 1.60    |
| 1977       | 中日       | 25    | 9     | 0     | 0     | 0        | 4     | 4     | 1        | --          | .500  | 282   | 64.2     | 64       | 16          | 22       | 0     | 5        | 49       | 0     | 0        | 38    | 37       | 5.12     | 1.33    |
| 1978       | 中日       | 55    | 22    | 3     | 1     | 0        | 12    | 9     | 1        | --          | .571  | 789   | 187.2    | 185      | 28          | 58       | 4     | 6        | 90       | 2     | 0        | 80    | 71       | 3.40     | 1.29    |
| 1979       | 中日       | 45    | 28    | 7     | 4     | 1        | 13    | 11    | 0        | --          | .542  | 864   | 203.0    | 226      | 28          | 53       | 3     | 9        | 97       | 2     | 0        | 95    | 84       | 3.72     | 1.37    |
| 1980       | 中日       | 37    | 22    | 4     | 0     | 0        | 8     | 12    | 0        | --          | .400  | 661   | 153.2    | 156      | 16          | 52       | 5     | 4        | 81       | 0     | 0        | 78    | 70       | 4.09     | 1.35    |
| 1981       | 中日       | 37    | 24    | 4     | 0     | 0        | 7     | 10    | 2        | --          | .412  | 685   | 163.2    | 159      | 17          | 49       | 9     | 1        | 69       | 0     | 0        | 70    | 61       | 3.35     | 1.27    |
| 1982       | 中日       | 30    | 25    | 2     | 0     | 1        | 8     | 7     | 0        | --          | .533  | 634   | 144.0    | 164      | 14          | 46       | 8     | 5        | 74       | 0     | 1        | 69    | 57       | 3.56     | 1.46    |
| 1983       | 中日       | 22    | 13    | 1     | 0     | 0        | 4     | 8     | 0        | --          | .333  | 375   | 82.2     | 114      | 12          | 20       | 1     | 1        | 39       | 0     | 0        | 59    | 53       | 5.77     | 1.62    |
| 1984       | 中日       | 30    | 4     | 0     | 0     | 0        | 3     | 3     | 1        | --          | .500  | 192   | 42.1     | 52       | 4           | 22       | 4     | 1        | 16       | 1     | 0        | 33    | 28       | 5.95     | 1.75    |
| 1985       | 日本ハム   | 15    | 0     | 0     | 0     | 0        | 1     | 0     | 0        | --          | 1.000 | 139   | 35.0     | 26       | 2           | 12       | 1     | 1        | 12       | 0     | 0        | 9     | 8        | 2.06     | 1.09    |
| 1986       | 日本ハム   | 5     | 0     | 0     | 0     | 0        | 1     | 1     | 0        | --          | .500  | 35    | 8.2      | 7        | 0           | 2        | 0     | 0        | 3        | 0     | 0        | 1     | 1        | 1.04     | 1.04    |
| 通算：15年 | 通算：15年 | 505   | 253   | 36    | 12    | 3        | 107   | 106   | 6        | --          | .502  | 7860  | 1860.1   | 1875     | 245         | 542      | 59    | 78       | 914      | 8     | 6        | 894   | 788      | 3.81     | 1.30    |

- 各年度の太字はリーグ最高

### 記録
初記録
- 初登板・初勝利：1972年4月16日、対読売ジャイアンツ2回戦（中日スタヂアム）、7回表に4番手で救援登板、1回無失点
- 初奪三振：同上、7回表に森昌彦から
- 初先発：1972年5月18日、対読売ジャイアンツ8回戦（後楽園球場）、6回3失点で敗戦投手
- 初先発勝利・初完投勝利：1973年4月28日、対読売ジャイアンツ2回戦（中日スタヂアム）、9回3失点
- 初完封勝利：1973年9月27日、対大洋ホエールズ19回戦（下関市営球場）
- 初セーブ：1976年10月11日、対広島東洋カープ22回戦（ナゴヤ球場）、7回表に2番手で救援登板・完了、3回無失点

節目の記録
- 100勝：1983年8月11日、対ヤクルトスワローズ17回戦（ナゴヤ球場）、先発登板で7回2失点（自責点1）　※史上83人目
- 500試合登板：1985年10月16日、対近鉄バファローズ25回戦（藤井寺球場）、3回裏に2番手で救援登板、3回2/3を1失点　※史上56人目

その他の記録
- オールスターゲーム出場：1回（1979年）

### 背番号
- 11 （1972年 - 1984年）
- 21 （1985年 - 1986年）

## 政治家としての経歴
1996年（平成8年）、第41回衆議院議員総選挙にて新進党公認で愛知4区から立候補。自由民主党公認候補の塚本三郎（元民社党委員長）を破り、衆議院議員に初当選を果たした（比例区に単独立候補した元旧公明党委員長の石田幸四郎から地盤を継承）。
議員在任中には衆議院内閣委員会理事・青少年特別委員会理事・行政改革特別委員・災害対策特別委員を務める。1999年、訪米を控えMLBシカゴ・カブスの公式戦にて始球式を務める予定だった小渕恵三首相にピッチングを指導した。
自由党を経たのち、2000年に保守党の結党に参加。同年の第42回衆議院議員総選挙では保守党公認で愛知4区から立候補するが民主党公認候補の牧義夫に敗れ落選。2001年の第19回参議院議員通常選挙で比例区から立候補するが、再び落選。2003年の第43回衆議院議員総選挙には、保守新党公認で愛知6区に国替えする。元新進党所属で参議院議員に転じていた草川昭三（公明党）の事実上の後継として立候補したが落選。以降、選挙には立候補しなかった。

## 過去のテレビ出演
- 三沢淳のわが街この人 -ぎふ情報スクエア- （テレビ愛知）
- 行け!行け!!ドラゴンズ（中京テレビ）
- ズームイン!!朝!（中京テレビ）